# Championnat d'Espagne de basket-ball 2020-2021
Navigation
2019-2020 2021-2022
La saison 2020-2021 de Liga Endesa est la trente-huitième édition du championnat d'Espagne de basket-ball également connu sous le nom de Liga ACB.

## Formule de la compétition
Dix-huit équipes s'affrontent sous forme de matchs aller-retour lors de la saison régulière, de septembre 2020 à mai 2021. Chaque équipe dispute en conséquence trente-quatre matchs, dont dix-sept à domicile et dix-sept à l'extérieur. Un classement est établi après chaque journée, se basant sur le ratio entre le nombre de victoires et le nombre de matchs joués.
Au terme de la phase aller, les équipes classées de la première à la huitième place sont qualifiées pour la Coupe du Roi. Il est cependant possible que le huitième du championnat ne soit pas qualifié, une place étant réservée pour l'équipe organisatrice. Cette compétition à élimination directe se déroule durant le mois de février 2021. 
À l'issue de la saison régulière, les huit premières équipes sont qualifiées pour les playoffs. Cette compétition comprend successivement des quarts de finale au meilleur des trois manches, puis des demi-finales et une finale au meilleur des cinq manches. Le vainqueur des playoffs est désigné champion d'Espagne.

## Clubs participants
En raison de la pandémie de Covid-19, aucune relégation n'a eu lieu à l'issue de la saison 2019-2020. Le Delteco GBC a finalement obtenu une place en première division après avoir lancé des procédures judiciaires à l'encontre de la ligue qui refusait toute promotion,. Le Ciudad de Valladolid, alors leader de la deuxième division au moment de l'arrêt de celle-ci, n'a pas contesté cette décision.
La saison 2020-2021 est donc composée de dix-neuf équipes, les dix-huit présentes lors de la saison 2019-2020 et le Delteco GBC, deuxième de LEB Oro lors de l'arrêt du championnat.
| Club                    | Dernière montée | Classement 2019-2020 | Entraîneur                                  | Depuis | Salle                                                           | Capacité théorique |
| ----------------------- | --------------- | -------------------- | ------------------------------------------- | ------ | --------------------------------------------------------------- | ------------------ |
| FC Barcelone            | 1983            | 1er                  | Šarūnas Jasikevičius                        | 2020   | Palau Blaugrana (Barcelone)                                     | 7 585              |
| Real Madrid             | 1983            | 2e                   | Pablo Laso                                  | 2011   | Palais des sports (Madrid)                                      | 13 109             |
| Casademont Saragosse    | 2010            | 3e                   | Diego Ocampo Sergio Hernández Luis Casimiro | 2021   | Pavillon Príncipe Felipe (Saragosse)                            | 10 744             |
| Iberostar Tenerife      | 2012            | 4e                   | Txus Vidorreta                              | 2018   | Pabellón Insular Santiago Martín (San Cristóbal de La Laguna)   | 5 000              |
| RETAbet Bilbao          | 2019            | 5e                   | Álex Mumbrú                                 | 2018   | Bilbao Arena (Bilbao)                                           | 10 014             |
| MoraBanc Andorra        | 2014            | 6e                   | Ibon Navarro                                | 2018   | Poliesportiu d'Andorra (Andorre-la-Vieille)                     | 5 000              |
| Valence                 | 1996            | 7e                   | Jaume Ponsarnau                             | 2018   | Pavelló Municipal Font de Sant Lluís (Valence)                  | 9 000              |
| Saski Baskonia          | 1983            | 8e                   | Duško Ivanović                              | 2019   | Fernando Buesa Arena (Vitoria-Gasteiz)                          | 15 504             |
| Unicaja Málaga          | 1992            | 9e                   | Luis Casimiro Fótis Katsikáris              | 2021   | Palacio de Deportes José María Martín Carpena (Malaga)          | 10 642             |
| San Pablo Burgos        | 2017            | 10e                  | Joan Peñarroya                              | 2019   | Coliseum Burgos (Burgos)                                        | 9 500              |
| Gran Canaria            | 1995            | 11e                  | Porfirio Fisac                              | 2020   | Gran Canaria Arena (Las Palmas)                                 | 9 870              |
| Divina Seguros Joventut | 1983            | 12e                  | Carles Duran                                | 2018   | Pavillon olympique (Badalone)                                   | 12 760             |
| Bàsquet Manresa         | 2018            | 13e                  | Pedro Martínez                              | 2019   | Pavelló Nou Congost (Manresa)                                   | 5 000              |
| Obradoiro CAB           | 2011            | 14e                  | Moncho Fernández                            | 2010   | Pavillón Multiusos Fontes do Sar (Saint-Jacques-de-Compostelle) | 6 666              |
| Real Betis Baloncesto   | 2019            | 15e                  | Curro Segura Joan Plaza                     | 2020   | Palacio Municipal de Deportes San Pablo (Séville)               | 7 626              |
| CB Murcie               | 2011            | 16e                  | Sito Alonso                                 | 2019   | Palacio de Deportes de Murcia (Murcie)                          | 7 454              |
| Baloncesto Fuenlabrada  | 2005            | 17e                  | Paco García Javier Juárez Josep Raventós    | 2021   | Polideportivo Fernando Martín (Fuenlabrada)                     | 5 700              |
| Estudiantes Madrid      | 1983            | 18e                  | Javier Zamora Jota Cuspinera                | 2021   | Palais des sports (Madrid)                                      | 13 109             |
| Delteco GBC             | 2020            | 2e (LEB Oro)         | Marcelo Nicola                              | 2019   | Plaza de Toros de Illumbe (Saint-Sébastien)                     | 11 000             |

Légende :
- Champion en titre
- Vice-champion en titre
- Promu de LEB Oro 2019-2020
- barré : remplacé en cours de saison

## Saison régulière

### Classement
| \| Andorra FC Barcelone Baskonia Burgos Estudiantes Madrid Fuenlabrada Delteco GBC Joventut Manresa CB Murcie Obradoiro Real Madrid Unicaja Málaga Valence Saragosse Bilbao Real Betis \| Localisation des clubs engagés. |
| Andorra FC Barcelone Baskonia Burgos Estudiantes Madrid Fuenlabrada Delteco GBC Joventut Manresa CB Murcie Obradoiro Real Madrid Unicaja Málaga Valence Saragosse Bilbao Real Betis                                       |

| \| Iberostar Tenerife Gran Canaria \| Localisation des clubs engagés · se trouvant sur les Îles Canaries. |
| Iberostar Tenerife Gran Canaria                                                                           |

À l'issue de la saison régulière, le classement du championnat est le suivant :
| Rang | Équipe                  | %  | J  | G  | P  | Pp   | Pc   | GA   |
| ---- | ----------------------- | -- | -- | -- | -- | ---- | ---- | ---- |
| 1    | Real Madrid C           | 94 | 36 | 34 | 2  | 3132 | 2741 | 391  |
| 2    | FC Barcelone F          | 89 | 36 | 32 | 4  | 3162 | 2621 | 541  |
| 3    | Iberostar Tenerife      | 75 | 36 | 27 | 9  | 3148 | 2861 | 287  |
| 4    | Valence                 | 67 | 36 | 24 | 12 | 3107 | 2917 | 190  |
| 5    | Saski Baskonia          | 64 | 36 | 23 | 13 | 2952 | 2814 | 138  |
| 6    | San Pablo Burgos        | 61 | 36 | 22 | 14 | 3130 | 2996 | 134  |
| 7    | Divina Seguros Joventut | 56 | 36 | 20 | 16 | 3089 | 3070 | 19   |
| 8    | Gran Canaria T          | 50 | 36 | 18 | 18 | 2931 | 3004 | -73  |
| 9    | MoraBanc Andorra        | 47 | 36 | 17 | 19 | 2847 | 2866 | -19  |
| 10   | Bàsquet Manresa         | 47 | 36 | 17 | 19 | 3017 | 3134 | -117 |
| 11   | Unicaja Málaga          | 47 | 36 | 17 | 19 | 3014 | 2997 | 17   |
| 12   | CB Murcie               | 44 | 36 | 16 | 20 | 2924 | 2951 | -27  |
| 13   | Casademont Saragosse    | 39 | 36 | 14 | 22 | 3127 | 3189 | -62  |
| 14   | Obradoiro CAB           | 33 | 36 | 12 | 24 | 2888 | 3015 | -127 |
| 15   | Baloncesto Fuenlabrada  | 33 | 36 | 12 | 24 | 2920 | 3019 | -99  |
| 16   | Real Betis Baloncesto   | 31 | 36 | 11 | 25 | 2786 | 3032 | -246 |
| 17   | RETAbet Bilbao          | 28 | 36 | 10 | 26 | 2880 | 3118 | -238 |
| 18   | Estudiantes Madrid      | 25 | 36 | 9  | 27 | 2969 | 3185 | -216 |
| 19   | Delteco GBC P           | 19 | 36 | 7  | 29 | 2650 | 3143 | -493 |

Légende :
- Qualification pour les playoffs
- Relégation en LEB Oro
- T : Tenant du titre
- F : Finaliste de Liga Endesa 2019-2020
- P : Promu de LEB Oro 2019-2020
- C : Vainqueur de la Coupe du Roi 2020

### Matchs
| Résultats (dom.\ext.)                                              | BAL | BAS | CAS | CBM | DEL | DIV | EST | FCB | GRA | IBE | MOR | OBR | BET | REA | BIL | SAN | SAS | UNI | VAL |
| Fuenlabrada                                                        |     | -   | -   | -   | -   | -   | -   | -   | -   | -   | -   | -   | -   | -   | -   | -   | -   | -   | -   |
| Bàsquet Manresa                                                    | -   |     | -   | -   | -   | -   | -   | -   | -   | -   | -   | -   | -   | -   | -   | -   | -   | -   | -   |
| Saragosse                                                          | -   | -   |     | -   | -   | -   | -   | -   | -   | -   | -   | -   | -   | -   | -   | -   | -   | -   | -   |
| CB Murcie                                                          | -   | -   | -   |     | -   | -   | -   | -   | -   | -   | -   | -   | -   | -   | -   | -   | -   | -   | -   |
| Delteco GBC                                                        | -   | -   | -   | -   |     | -   | -   | -   | -   | -   | -   | -   | -   | -   | -   | -   | -   | -   | -   |
| Joventut                                                           | -   | -   | -   | -   | -   |     | -   | -   | -   | -   | -   | -   | -   | -   | -   | -   | -   | -   | -   |
| Estudiantes Madrid                                                 | -   | -   | -   | -   | -   | -   |     | -   | -   | -   | -   | -   | -   | -   | -   | -   | -   | -   | -   |
| FC Barcelone                                                       | -   | -   | -   | -   | -   | -   | -   |     | -   | -   | -   | -   | -   | -   | -   | -   | -   | -   | -   |
| Gran Canaria                                                       | -   | -   | -   | -   | -   | -   | -   | -   |     | -   | -   | -   | -   | -   | -   | -   | -   | -   | -   |
| Iberostar Tenerife                                                 | -   | -   | -   | -   | -   | -   | -   | -   | -   |     | -   | -   | -   | -   | -   | -   | -   | -   | -   |
| MoraBanc Andorra                                                   | -   | -   | -   | -   | -   | -   | -   | -   | -   | -   |     | -   | -   | -   | -   | -   | -   | -   | -   |
| Obradoiro CAB                                                      | -   | -   | -   | -   | -   | -   | -   | -   | -   | -   | -   |     | -   | -   | -   | -   | -   | -   | -   |
| Real Betis Baloncesto                                              | -   | -   | -   | -   | -   | -   | -   | -   | -   | -   | -   | -   |     | -   | -   | -   | -   | -   | -   |
| Real Madrid                                                        | -   | -   | -   | -   | -   | -   | -   | -   | -   | -   | -   | -   | -   |     | -   | -   | -   | -   | -   |
| RETAbet Bilbao                                                     | -   | -   | -   | -   | -   | -   | -   | -   | -   | -   | -   | -   | -   | -   |     | -   | -   | -   | -   |
| San Pablo Burgos                                                   | -   | -   | -   | -   | -   | -   | -   | -   | -   | -   | -   | -   | -   | -   | -   |     | -   | -   | -   |
| Saski Baskonia                                                     | -   | -   | -   | -   | -   | -   | -   | -   | -   | -   | -   | -   | -   | -   | -   | -   |     | -   | -   |
| Unicaja Málaga                                                     | -   | -   | -   | -   | -   | -   | -   | -   | -   | -   | -   | -   | -   | -   | -   | -   | -   |     | -   |
| Valence                                                            | -   | -   | -   | -   | -   | -   | -   | -   | -   | -   | -   | -   | -   | -   | -   | -   | -   | -   |     |
| - Victoire à domicile - Victoire à l'extérieur - Match non disputé |     |     |     |     |     |     |     |     |     |     |     |     |     |     |     |     |     |     |     |

## Playoffs

### Tableau
|  | Quarts de finale | Quarts de finale       | Quarts de finale | Quarts de finale | Quarts de finale |    |                 | Demi-finales | Demi-finales | Demi-finales | Demi-finales | Demi-finales |  |  | Finale | Finale      | Finale | Finale | Finale |
|  |                  |                        |                  |                  |                  |    |                 |              |              |              |              |              |  |  |        |             |        |        |        |
|  | 1                | Real Madrid            | 103              | 81               | X                |    |                 |              |              |              |              |              |  |  |        |             |        |        |        |
|  | 8                | Herbalife Gran Canaria | 79               | 75               | X                |    |                 |              |              |              |              |              |  |  |        |             |        |        |        |
|  | 8                | Herbalife Gran Canaria | 79               | 75               | X                |    | 1               | Real Madrid  | 81           | 67           | 80           |              |  |  |        |             |        |        |        |
|  |                  |                        |                  |                  |                  |    | 1               | Real Madrid  | 81           | 67           | 80           |              |  |  |        |             |        |        |        |
|  |                  | 4                      | Valence BC       | 70               | 85               | 77 |                 |              |              |              |              |              |  |  |        |             |        |        |        |
|  | 4                | 4                      | Valence BC       | 70               | 85               | 77 | Valence BC      | 87           | 65           | 78           |              |              |  |  |        |             |        |        |        |
|  | 4                |                        |                  |                  |                  |    | Valence BC      | 87           | 65           | 78           |              |              |  |  |        |             |        |        |        |
|  | 5                | Saski Baskonia         | 86               | 76               | 73               |    |                 |              |              |              |              |              |  |  |        |             |        |        |        |
|  |                  |                        |                  |                  |                  |    |                 |              |              |              |              |              |  |  | 1      | Real Madrid | 75     | 73     | X      |
|  |                  | 2                      | FC Barcelone     | 89               | 92               | X  |                 |              |              |              |              |              |  |  |        |             |        |        |        |
|  | 2                | FC Barcelone           | 84               | 63               | 94               |    |                 |              |              |              |              |              |  |  |        |             |        |        |        |
|  | 7                | Joventut Badalone      | 74               | 72               | 73               |    |                 |              |              |              |              |              |  |  |        |             |        |        |        |
|  | 7                | Joventut Badalone      | 74               | 72               | 73               |    | 2               | FC Barcelone | 112          | 68           | 89           |              |  |  |        |             |        |        |        |
|  |                  |                        |                  |                  |                  |    | 2               | FC Barcelone | 112          | 68           | 89           |              |  |  |        |             |        |        |        |
|  |                  | 3                      | Lenovo Tenerife  | 69               | 80               | 72 |                 |              |              |              |              |              |  |  |        |             |        |        |        |
|  | 3                | 3                      | Lenovo Tenerife  | 69               | 80               | 72 | Lenovo Tenerife | 86           | 92           | X            |              |              |  |  |        |             |        |        |        |
|  | 3                |                        |                  |                  |                  |    | Lenovo Tenerife | 86           | 92           | X            |              |              |  |  |        |             |        |        |        |
|  | 6                | San Pablo Burgos       | 78               | 68               | X                |    |                 |              |              |              |              |              |  |  |        |             |        |        |        |

## Récompenses individuelles

### Trophées
| Meilleur joueur (MVP) de la saison régulière - pas encore attribué Meilleur joueur (MVP) des finales de playoffs - pas encore attribué Meilleur marqueur - pas encore attribué | Meilleur entraîneur - pas encore attribué Meilleur jeune - Usman Garuba Joueur le plus spectaculaire - pas encore attribué |

### MVP par mois de la saison régulière
| Mois      | Joueur                | Équipe                 | Évaluation |
| --------- | --------------------- | ---------------------- | ---------- |
| Septembre | Laurynas Birutis      | Obradoiro CAB          | 27,7       |
| Octobre   | Giorgi Shermadini     | Iberostar Tenerife     | 28,7       |
| Novembre  | Louis Labeyrie        | Valence                | 26,0       |
| Décembre  | Dylan Ennis           | Casademont Saragosse   | 23,6       |
| Janvier   | Giorgi Shermadini (2) | Iberostar Tenerife (2) | 27,0       |
| Février   | Walter Tavares        | Real Madrid            | 27,7       |
| Mars      | Giorgi Shermadini (3) | Iberostar Tenerife (3) | 25,5       |
| Mars      | Thaddus McFadden      | San Pablo Burgos       | 25,5       |
| Avril     | Ángel Delgado         | Estudiantes Madrid     | 24,0       |
| Mai       | Ángel Delgado (2)     | Estudiantes Madrid (2) | 27,0       |

### MVP par journée de la saison régulière
| Journée | Joueur                 | Équipe                     | Évaluation |
| ------- | ---------------------- | -------------------------- | ---------- |
| 1       | Laurynas Birutis       | Obradoiro CAB              | 42         |
| 2       | Nikola Mirotić         | FC Barcelone               | 29         |
| 2       | Dejan Kravić           | San Pablo Burgos           | 29         |
| 3       | Nicolás Laprovíttola   | Real Madrid                | 32         |
| 4       | Melo Trimble           | Baloncesto Fuenlabrada     | 37         |
| 5       | Giorgi Shermadini      | Iberostar Tenerife         | 29         |
| 5       | Jaime Echenique        | Delteco GBC                | 29         |
| 6       | Marc García            | Baloncesto Fuenlabrada (2) | 39         |
| 7       | Alex Renfroe           | San Pablo Burgos (2)       | 36         |
| 8       | Jeremy Senglin         | MoraBanc Andorra           | 35         |
| 9       | Laurynas Birutis (2)   | Obradoiro CAB (2)          | 37         |
| 10      | Emanuel Cățe           | CB Murcie                  | 34         |
| 11      | Jasiel Rivero          | San Pablo Burgos (3)       | 30         |
| 12      | Ondřej Balvín          | RETAbet Bilbao             | 41         |
| 13      | Xabier López-Arostegui | Joventut Badalona          | 39         |
| 14      | Giorgi Shermadini (2)  | Iberostar Tenerife (2)     | 30         |
| 15      | Kassius Robertson      | Obradoiro CAB (3)          | 35         |
| 16      | Nikola Mirotić         | FC Barcelone (2)           | 41         |
| 17      | Melo Trimble           | Baloncesto Fuenlabrada (3) | 34         |
| 18      | Youssoupha Fall        | Saski Baskonia             | 38         |
| 19      | Giorgi Shermadini (3)  | Iberostar Tenerife (3)     | 33         |
| 20      | Tryggvi Hlinason       | Casademont Saragosse       | 33         |
| 21      | Léonardo Meindl        | Baloncesto Fuenlabrada (4) | 44         |
| 22      | Mike Tobey             | Valence                    | 34         |
| 23      | Bojan Dubljević        | Valence (2)                | 29         |
| 24      | Walter Tavares         | Real Madrid (2)            | 37         |
| 25      | A. J. Slaughter        | Gran Canaria               | 41         |
| 26      | Walter Tavares (2)     | Real Madrid (3)            | 37         |
| 27      | Steven Enoch           | Obradoiro CAB (4)          | 34         |
| 28      | Pau Ribas              | Joventut Badalona (2)      | 39         |
| 29      | Ondřej Balvín          | RETAbet Bilbao (2)         | 36         |
| 30      | Youssou Ndoye          | Real Betis Baloncesto      | 33         |
| 31      | Rokas Giedraitis       | Saski Baskonia (2)         | 40         |
| 32      | Kyle Alexander         | Baloncesto Fuenlabrada (5) | 36         |
| 33      | Ángel Delgado          | Estudiantes Madrid         | 36         |
| 34      | Vítor Benite           | San Pablo Burgos (4)       | 43         |
| 35      | Nemanja Djurišić       | Estudiantes Madrid (2)     | 33         |
| 36      | Viny Okouo             | Delteco GBC (2)            | 33         |
| 37      | Giorgi Shermadini      | Iberostar Tenerife (4)     | 31         |
| 38      | Vladimír Brodziansky   | Joventut Badalona (3)      | 31         |

## Clubs engagés en Coupe d'Europe

### EuroLigue
| Équipe         | Saison régulière | Saison régulière | Playoffs | Playoffs       | Bilan général  |
| Équipe         | Résultat         | Vic-Déf (%Vic)   | Résultat | Vic-Déf (%Vic) | Vic-Déf (%Vic) |
| -------------- | ---------------- | ---------------- | -------- | -------------- | -------------- |
| FC Barcelone   | 1er              | 24 - 10 (71%)    |          |                |                |
| Saski Baskonia | 10e              | 18 - 16 (53%)    | Éliminé  | Éliminé        | 18 - 16 (53%)  |
| Real Madrid    | 6e               | 20 - 14 (59%)    |          |                |                |
| Valence        | 9e               | 19 - 15 (56%)    | Éliminé  | Éliminé        | 19 - 15 (56%)  |

### EuroCoupe
| Équipe                 | Saison régulière | Saison régulière | Top 16         | Top 16         | Playoffs      | Playoffs       | Bilan général  |
| Équipe                 | Résultat         | Vic-Déf (%Vic)   | Résultat       | Vic-Déf (%Vic) | Résultat      | Vic-Déf (%Vic) | Vic-Déf (%Vic) |
| ---------------------- | ---------------- | ---------------- | -------------- | -------------- | ------------- | -------------- | -------------- |
| MoraBanc Andorra       | 4e du Groupe C   | 3 - 7 (30%)      | 3e du Groupe H | 3 - 3 (50%)    | Éliminé       | Éliminé        | 6 - 10 (38%)   |
| Joventut Badalona      | 1er du Groupe A  | 8 - 2 (80%)      | 2e du Groupe E | 4 - 2 (67%)    | 1/4 de finale | 0 - 2 (0%)     | 12 - 6 (67%)   |
| Herbalife Gran Canaria | 1er du Groupe D  | 8 - 2 (80%)      | 2e du Groupe H | 3 - 3 (50%)    | 1/2 finale    | 2 - 2 (50%)    | 13 - 7 (65%)   |
| Unicaja Málaga         | 2e du Groupe B   | 7 - 3 (70%)      | 4e du Groupe E | 1 - 5 (17%)    | Éliminé       | Éliminé        | 8 - 8 (50%)    |

### Ligue des Champions
| Équipe               | Qualifications                                | Qualifications                                | Saison régulière | Saison régulière | Playoffs        | Playoffs       | Final 8 | Final 8        | Bilan général  |
| Équipe               | Résultat                                      | Vic-Déf (%Vic)                                | Résultat         | Vic-Déf (%Vic)   | Résultat        | Vic-Déf (%Vic) | Stade   | Vic-Déf (%Vic) | Vic-Déf (%Vic) |
| -------------------- | --------------------------------------------- | --------------------------------------------- | ---------------- | ---------------- | --------------- | -------------- | ------- | -------------- | -------------- |
| RETAbet Bilbao       | Directement qualifié pour la saison régulière | Directement qualifié pour la saison régulière | 3e du groupe F   | 2 - 4 (33%)      | Éliminé         | Éliminé        | Éliminé | Éliminé        | 2 - 4 (33%)    |
| San Pablo Burgos     | Directement qualifié pour la saison régulière | Directement qualifié pour la saison régulière | 1er du groupe H  | 5 - 1 (83%)      | 2e du groupe J  | 4 - 2 (67%)    |         |                |                |
| Casademont Saragosse | Directement qualifié pour la saison régulière | Directement qualifié pour la saison régulière | 1er du groupe D  | 5 - 1 (83%)      | 2e du groupe L  | 4 - 2 (67%)    |         |                |                |
| Lenovo Tenerife      | Directement qualifié pour la saison régulière | Directement qualifié pour la saison régulière | 1er du groupe A  | 4 - 2 (67%)      | 1er du groupe J | 5 - 1 (83%)    |         |                |                |

### Coupe d'Europe FIBA
Aucun club espagnol ne participe à cette compétition.